# Saint-Étienne-sur-Blesle

Saint-Étienne-sur-Blesle este o comună în departamentul Haute-Loire, Franța. În 2009 avea o populație de 51 de locuitori.